# Ivan Ilić (football)
Pour les articles homonymes, voir Ivan Ilić et Ilić.
Ivan Ilić (en serbe : Иван Илић), né le 17 mars 2001 à Niš en Serbie, est un footballeur international serbe qui évolue au poste de milieu central au Torino FC, en prêt de l'Hellas Vérone.

## Biographie

### Carrière en club
Ivan Ilić commence sa carrière professionnelle à l'Étoile rouge de Belgrade. Le 1er avril 2017, il joue son premier match en professionnel lors d'une rencontre de championnat face au FK Spartak Subotica. Il entre en jeu à la place de Srđan Plavšić lors de cette rencontre remportée par son équipe sur le score de deux buts à un.
En juillet 2017, il est recruté par Manchester City avec son frère Luka, il est toutefois prêté dans la foulée à son club formateur. En octobre 2017, le quotidien The Guardian le place dans une liste des meilleurs jeunes parmi les clubs de Premier League.
En août 2019, Ivan Ilić est prêté pour une saison au NAC Breda.
Le 9 septembre 2020, Ivan Ilić est prêté pour une saison à l'Hellas Vérone. Il joue son premier match pour l'Hellas lors de la première journée de la saison 2020-2021 de Serie A face à l'AS Roma. Il entre en jeu à la place de Samuel Di Carmine ce jour-là. Il inscrit son premier but pour l'Hellas le 28 octobre 2020, à l'occasion d'une rencontre de coupe d'Italie contre le Venise FC. Les deux équipes se neutralisent (3-3) avant que l'Hellas ne l'emporte aux tirs au but.
Le 12 août 2021, Ivan Ilić est recruté définitivement par le Hellas Vérone. Il signe un contrat courant jusqu'en juin 2026.
Convoité lors du mercato hivernal 2023 par l'Olympique de Marseille où il peut retrouver son ancien entraîneur à l'Hellas Igor Tudor, Ivan Ilić décide finalement de signer avec le Torino FC. Il rejoint le club turinois le 30 janvier 2023, sous la forme d'un prêt jusqu'à la fin de la saison avec obligation d'achat.
Ilić marque son premier but pour le Torino le 22 avril 2023, lors d'une rencontre de championnat face à la Lazio Rome. Titulaire, il donne la victoire à son équipe en étant le seul buteur de la partie.

### En sélection nationale
Ivan Ilić est sélectionné avec l'équipe de Serbie des moins de 17 ans pour participer au championnat d'Europe des moins de 17 ans en 2017. Lors de cette compétition organisée en Croatie, il joue deux matchs. La Serbie est éliminée dès la phase de groupe du tournoi. Après le tournoi, il se met en évidence en inscrivant un but face à la Norvège.
Le 6 septembre 2019, il joue son premier match avec l'équipe de Serbie espoirs contre la Russie. Titulaire ce jour-là, il est expulsé après avoir reçu un second carton jaune, et son équipe s'incline par un but à zéro. Par la suite, le 15 novembre de la même année, il se met en évidence en inscrivant un but face à l'Estonie. Son équipe l'emporte alors sur le très large score de six buts à zéro. Ces deux rencontres rentrent dans le cadre des éliminatoires de l'Euro espoirs 2021.
Ivan Ilić honore sa première sélection avec l'équipe nationale de Serbie le 7 juin 2021, à l'occasion d'un match amical contre la Jamaïque. Il est titularisé ce jour-là et les deux équipes se neutralisent (1-1 score final).
Le 11 novembre 2022, il est sélectionné par Dragan Stojković pour participer à la Coupe du monde 2022.
Il est retenu dans la liste des 26 joueurs serbes du sélectionneur Dragan Stojković pour participer à l'Euro 2024.

## Vie personnelle
Son frère Luka Ilić est également footballeur professionnel.